# WCWパワープラント
WCWパワープラント（WCW Power Plant）は、かつてジョージア州アトランタに存在したプロレスラー養成所。

## 概要
運営主体はWCWで新人プロレスラーの発掘や興行へ登場できるレベルまでプロレスのテクニックをトレーニングさせる目的で開設していた。もともとの養成所はジョディ・ハミルトン（初代ジ・アサシン）によって運営されていたプロレスラー養成学校で、それをWCWが買収して傘下に組み込んだものである。パワープラントとしての歴史はWCWと共に歩んでおり、1990年代には多くのプロレスラーを輩出した。2001年のWCWの崩壊時にはWWF（現：WWE）へは組み込まれず、そのまま解散している。

## 主要な教官
- ジョディ・ハミルトン : ディレクター
- ポール・オーンドーフ : マネージャー
- マイク・グラハム : トレーナー
- ペッツ・ワトレー : トレーナー
- ボビー・イートン : トレーナー
- ドゥエイン・ブルース（バディ・リー・パーカー） : トレーナー
- デブラ・ミセリー : トレーナー
- ノラ・グリーンウォルド : トレーナー

## 主な出身者
- ケビン・ナッシュ
- ザ・ジャイアント
- ザ・ウォール
- チャック・パルンボ
- ジョニー "ザ・ブル" スタンボリ
- ショーン・オヘア
- ビル・ゴールドバーグ
- マーク・ジンドラック
- サム・グレコ
- ボブ・サップ
- トリー・ウィルソン
- ビリー・キッドマン
- ステイシー・キーブラー
- ジミー・ヤン
- タンク・アボット
- グレゴリー・ヘルムズ
- シャーメル・サリバン・ハフマン
- エヴァン・カレイジャス
- アレックス・ライト